# ماريون بايرون
ماريون بايرون (بالإنجليزية: Marion Byron)‏ هي ممثلة أمريكية، ولدت في 16 مارس 1911 في الولايات المتحدة، وتوفيت في 5 يوليو 1985 بسانتا مونيكا في الولايات المتحدة بسبب مرض.

## وصلات خارجية
- ماريون بايرون على موقع IMDb (الإنجليزية)
- ماريون بايرون على موقع ألو سيني (الفرنسية)
- ماريون بايرون على موقع أول موفي (الإنجليزية)
- ماريون بايرون على موقع قاعدة بيانات الفيلم (الإنجليزية)